# Global Poker League
Die Global Poker League, kurz GPL, ist eine 2016 vom Global Poker Index gegründete Pokerliga. Sie wurde bisher zweimal ausgespielt.

## Modus der ersten Saison
In der Liga befanden sich zwölf Teams (sechs aus Amerika und sechs aus Eurasien), die jeweils aus sechs Spielern bestanden. Gespielt wurde zunächst in zwei Gruppen, die nach Amerika und Eurasien aufgeteilt waren. Der Teammanager war selbst nicht automatisch Teil des Teams, er verteilte jedoch zwei Wildcards, wovon er eine an sich vergeben konnte. Alle Spiele wurden auf der Website der GPL sowie auf Twitch per Livestream übertragen und dort von Griffin Benger und Sam Grafton kommentiert. Gespielt wurde stets die Variante No Limit Hold’em. Es gab drei Spielformate:
- Dienstags online mit je einem Spieler aus allen sechs Gruppenteams. Dabei wurden wie folgt Punkte verteilt:
  - 1. – 7 Punkte
  - 2. – 5 Punkte
  - 3. – 3 Punkte
  - 4. – 2 Punkte
  - 5. – 1 Punkt
  - 6. – 0 Punkte
- Mittwochs und donnerstags online mit je einem Spieler aus zwei Gruppenteams, d. h. ein Heads-Up. Es wurden drei Duelle gespielt, dabei wurden wie folgt Punkte verteilt:
  - 3 Punkte für einen Sieg (insgesamt also 9 Punkte möglich)
  - 0 Punkte für eine Niederlage
- Drei bis sechs Spiele in der regulären Saison sowie die Finalrunde wurden live vor Publikum ausgetragen.

## Austragungen

### 2016
Die erste Saison fand vom 5. April bis 1. Dezember 2016 statt. Das Siegerteam Montreal Nationals bestand aus den Spielern Marc-André Ladouceur, Mike McDonald, Martin Jacobson, Xuan Liu, Pascal Lefrançois und Jason Lavallée.

### 2017
Im Dezember 2016 wurde bekannt gegeben, dass eine zweite Saison 2017 in China ausgetragen werden soll. Sie wurde vom 14. September bis 2. Dezember 2017 ausgespielt. Sieger waren die Chengdu Pandas.